# Прохладный (приток Алеуна)
Прохладный — река в России, протекает по Ромненскому району Амурской области. Длина реки — 13 км.
Начинается к западу от сопки Дубовая (390 м.). Течёт в юго-западном направлении по болотистой долине, окружённой заболоченной берёзово-лиственничной тайгой параллельно реке Каменному. В низовьях протекает через небольшое озеро, окружённое болотом глубиной 0,6 м. Впадает в Алеун справа в 70 км от его устья.

## Данные водного реестра
По данным государственного водного реестра России относится к Амурскому бассейновому округу, речной бассейн реки Амур, речной подбассейн реки — Зея, водохозяйственный участок реки — Зея от впадения р. Селемджи до устья.
Код объекта в государственном водном реестре — 20030400412118100040739.